# Saco (Maine)
Saco és una població dels Estats Units a l'estat de Maine (EUA). Segons el cens del 2000 census tenia 16.822 habitants.

## Història
El 1668 fou atacada pels indis Abnakis quan els anglesos destruïren la casa de Jean Vincent de l'Abbadie, baró de Saint Castin, que havia fet un port d'exportació de pells a Castine (Maine).

## Demografia
Segons el cens del 2000, Saco tenia 16.822 habitants, 6.801 habitatges, i 4.590 famílies. La densitat de població era de 168,8 habitants/km².
Dels 6.801 habitatges en un 33,1% hi vivien nens de menys de 18 anys, en un 53,3% hi vivien parelles casades, en un 10,6% dones solteres, i en un 32,5% no eren unitats familiars. En el 25,2% dels habitatges hi vivien persones soles el 10,1% de les quals corresponia a persones de 65 anys o més que vivien soles. El nombre mitjà de persones vivint en cada habitatge era de 2,44 i el nombre mitjà de persones que vivien en cada família era de 2,93.
Per edats la població es repartia de la següent manera: un 25% tenia menys de 18 anys, un 6,8% entre 18 i 24, un 32,1% entre 25 i 44, un 22,2% de 45 a 60 i un 13,9% 65 anys o més.
L'edat mediana era de 37 anys. Per cada 100 dones de 18 o més anys hi havia 87,7 homes.
La renda mediana per habitatge era de 45.105$ i la renda mediana per família de 52.724$. Els homes tenien una renda mediana de 35.446$ mentre que les dones 25.585$. La renda per capita de la població era de 20.444$. Entorn del 7,1% de les famílies i el 8,2% de la població estaven per davall del llindar de pobresa.

## Poblacions més properes
El següent diagrama mostra les poblacions més properes.